# گریس منگ
گریس منگ (به انگلیسی: Grace Meng) نمایندهٔ حوزه انتخابیه ششم نیویورک از حزب دموکرات ایالات متحده آمریکا در مجلس نمایندگان ایالات متحده آمریکا است که برای نخستین‌بار در ۶ ژانویه ۲۰۱۳ میلادی به‌عضویت این مجلس درآمد.